# Ernest Courtot de Cissey
Pour les articles homonymes, voir Courtot.
Ernest Courtot de Cissey, né le 23 décembre 1810 à Paris et mort le 15 juin 1882 à Paris, est un général et un homme d'État français, grand-croix de la Légion d'honneur et médaillé militaire. 
Durant la répression de la Commune de Paris, il commande le 2e corps d'armée de l'armée versaillaise ; il occupe ensuite le poste de ministre de la Guerre de juin 1871 à mai 1873, puis de mai 1874 à août 1876. Enfin, il est vice-président du Conseil de mai 1874 à mars 1875.
Issu d'une famille de la noblesse bourguignonne originaire de Beaune et apparentée au maréchal Davout, il entre en 1835 dans le prestigieux corps d'état-major après ses études à l'école royale de Saint-Cyr. Il est alors affecté dans l'armée d'Afrique où il participe à la conquête française de l'Algérie. Il se distingue ensuite comme chef d'état-major du général Bosquet au cours de la guerre de Crimée et accède au généralat. En butte à l'inimitié du maréchal Randon, il occupe alors des postes peu prestigieux jusqu'à la guerre de 1870, où il reçoit le commandement de la 1re brigade du 4e corps d'armée. Fin manœuvrier et doté d'un grand courage physique, il bat les Prussiens en août 1870 à Borny, Rezonville — où sa division s'empare d'un drapeau ennemi — et Saint-Privat. Assiégé dans Metz avec l'armée du Rhin puis fait prisonnier, il est captif à Hambourg jusqu'en mars 1871.
De retour en France, il est nommé par Patrice de Mac Mahon à la tête du 2e corps d'armée et chargé de réprimer la Commune ; il fait le siège du fort d'Issy et pénètre le 22 mai dans Paris. Durant la Semaine sanglante, il s'empare de la totalité de la rive gauche et son corps d'armée procède à de nombreuses exécutions sommaires d'insurgés. Remarqué par Adolphe Thiers, il est nommé ministre de la Guerre en juin 1871, et entre à l'Assemblée nationale à l'occasion des élections partielles du 2 juillet 1871.

## Famille Courtot de Cissey

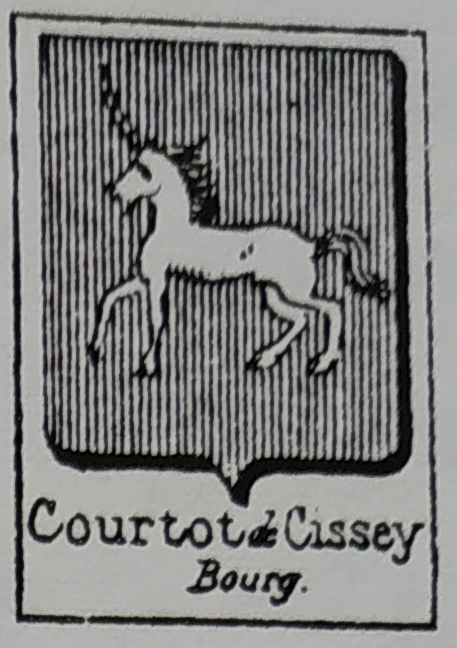
Armes de la famille Courtot de Cissey telles que figurant à l'armorial de Bourgogne, en 1428.

Ernest, Louis, Octave Courtot de Cissey naît le 23 décembre 1810 à Paris, dans une famille bourguignonne ruinée par la Révolution française. En effet, son grand-père et son père ont servi en tant qu'officiers dans les unités de dragons de l'armée royale, et possèdent des terres en Franche-Comté, mais son père Maurice Courtot de Cissey émigre en Suisse après le renversement de la monarchie. Ce choix est motivé par la volonté de surveiller la propriété familiale de Bourgogne.
En 1801, sous le Premier Empire, Maurice Courtot de Cissey obtient du maréchal Davout, son influent cousin, d'être rayé de la liste des émigrés ; il peut revenir en France, mais la période révolutionnaire a réduit sa fortune à néant. Davout intercède une nouvelle fois en sa faveur et lui obtient la concession de la manufacture des tabacs de Besançon. Son épouse, Antoinette de Cissey, lui succède à la tête de la manufacture en 1815 et la tient jusqu'en 1830. À cette date, le couple décide de vivre de ses rentes : les Courtot de Cissey, profondément légitimistes, refusent en effet de servir le roi Louis-Philippe Ier,.
Ernest Courtot de Cissey et son frère aîné, Alfred, sont destinés à la carrière militaire par leur père, qui projette ses ambitions déçues sur eux et compte sur ses fils pour relever l'honneur de la famille. Alfred de Cissey, décrit comme « calme » tandis qu'Ernest est « bouillant », est admis au Prytanée royal de La Flèche en 1818 en qualité de « fils d'officier sans fortune qui s'est distingué par ses services » ; en 1824, il intègre l'école militaire de Saint-Cyr dont il sort avec un classement médiocre, ce qui le destine à l'infanterie. Il passe 25 ans au 30e régiment d'infanterie et finit sa carrière avec le grade de colonel.

## Carrière militaire

### Officier d'état-major
Déterminé à reconquérir pour sa famille une position sociale élevée, Ernest Courtot de Cissey accepte la carrière militaire à laquelle le propose son père. Contrairement à son frère, il n'obtient pas de bourse pour rentrer au Prytanée militaire et est de fait scolarisé au collège jésuite de Dole. En 1830, il réussit le concours d'entrée de l'école militaire de Saint-Cyr après y avoir échoué l'année précédente. En effet, comme beaucoup de familles légitimistes refusent de servir sous le drapeau tricolore du « roi des barricades », leur progéniture renonce à intégrer l'armée, ce qui rend le concours moins compétitif cette année-là. Maurice Courtot de Cissey, malgré sa fidélité à la branche aînée des Bourbons, a pris conscience dans ses années d'exil que l'honneur de l'armée demeure tandis que les régimes passent et il ne souhaite pas que son fils connaisse les mêmes déceptions que lui. Ernest de Cissey sort de Saint-Cyr en 1832 dans les vingt premiers, ce qui lui permet d'intégrer la prestigieuse école d'application d'état-major où il suit un cursus de deux ans à l'issue de laquelle il obtient le grade de lieutenant, en 1835,.

### Affectations en Algérie

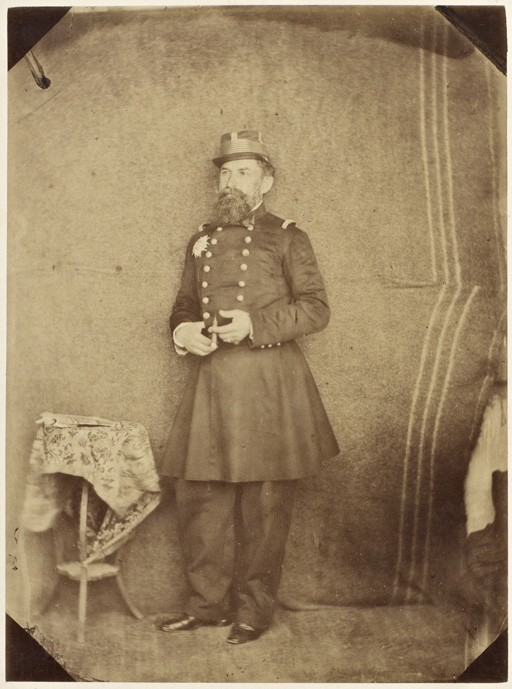
Ernest Courtot de Cissey durant son affectation à Blida.

Tout d'abord affecté au 30e régiment d'infanterie dans lequel sert également son frère, il réussit à se faire muter en mars 1836 au 17e régiment d'infanterie légère en Algérie, grâce à l'appui du général d'Arlanges qui a connu la famille de Cissey dans les tribulations de l'émigration. La conquête de l'Algérie est en effet la première campagne où une nouvelle génération d'officiers peut espérer s'élever à la hauteur de ses aînées, toutes auréolés de la gloire impériale, et où l'avancement est plus rapide que dans les garnisons de métropole. Il participe à la bataille de la Sikkak et à l'attaque ratée sur Constantine ; sa mutation au 3e régiment de hussards en avril 1837 menace de l'empêcher de prendre part à la prise de Constantine, mais le général Trézel se l'attache en tant qu'aide de camp en dépit des ordres formels du général Bernard, alors ministre de la Guerre. Proposé pour la Légion d'honneur — distinction d'une importance capitale pour une famille de militaires — à la suite de la victoire française, il est écarté par le ministre en raison de cette désobéissance, en dépit de l'intercession de sa tante — la maréchale Davout, qui a survécu à son mari —, et se voit intimer l'ordre de rejoindre son régiment d'affectation à Niort. En avril 1838, il obtient finalement la Légion d'honneur, preuve du crédit toujours attaché au nom de Davout.
Promu capitaine en février 1839, il devient aide de camp du général Dejean, inspecteur général de la cavalerie, puis en février 1840 aide de camp du général de Rumigny, commandant la brigade d'infanterie d'Alger. Le retour en Algérie de Cissey, — il va y rester affecté pendant les dix-huit années qui suivent — coïncide avec l'arrivée de renforts massifs qui portent les effectifs à 70 000 hommes. C'est à cette période que Cissey devient un proche du voyageur Maxime Du Camp. Cissey prend part à la bataille du col de Mouzaïa et gagne une citation à l'ordre de l'armée pour s'y être distingué ; il suit ensuite Rumigny dans sa mutation à l'état-major d'Alger. De mars à juin 1841, Cissey est aide de camp du général de Tarlé, chef d'état-major général de l'armée d'Afrique. Cette succession de postes prestigieux est la preuve de son appréciation par le haut-commandement militaire tout autant que de l'ampleur de ses relations familiales. De 1840 à 1844, il est en tout cité six fois, dont cinq fois par le général Bugeaud — commandant des troupes françaises — qui voit en lui un « excellent officier qui se distingue en toute occasion » : il se fait remarquer sous Miliana (mai 1841), lors des combats de la colonne de l'Ouarsenis du colonel Pélissier avec qui il se lie d'amitié et dont il devient le chef d'état-major (11-12 mai 1843), par une charge au premier rang le 11 juillet 1843, à Dellys et Ouarzedine (12 et 18 mai 1844) et finalement à la bataille d'Isly (14 août 1844) en prenant la tête de la cavalerie de réserve. Atteint d'une maladie incapacitante, il cesse de prendre part aux combats entre mai et juillet 1845 ; à son rétablissement, il est nommé chef d'escadron. Le 2 septembre 1846, il épouse Marie-Anne Rigodit en la cathédrale Saint-Philippe d'Alger. Elle est la fille de l'amiral Rigodit, alors à la tête de la flotte d'Alger et détenteur d'une importante fortune ; ce mariage comble Cissey, autant par la profonde entente qui le lie avec sa femme que par le train de vie d'officier supérieur qu'il lui permet de soutenir.
Le 8 août 1847, Ernest de Cissey est nommé officier de la Légion d'honneur par le général Trézel — son ancien supérieur devenu ministre de la Guerre —, sur proposition du maréchal Bugeaud. Aide de camp temporaire du prince de Joinville à l'occasion de sa tournée de l'Algérie, il est remarqué favorablement par ce dernier. En 1849, il quitte temporairement les bureaux de l'état-major et participe à la prise de l'oasis de Zaatcha ; il sert ensuite comme chef d'état-major de la colonne de Kabylie du général Napoléon de Barral ; ce dernier trouve la mort pendant les combats et le 21 mai 1850, Cissey est cité pour la dixième fois du fait d'un rude accrochage avec la tribu des Béni-Ymel. En juin, il est nommé lieutenant-colonel ; dans l'attente d'une affectation de premier rang, il reste un an en disponibilité. Le 3 juin 1851, le général Pélissier, gouverneur par intérim de l'Algérie, en fait son chef de cabinet ; il prépare ainsi la mise en état de siège consécutive au coup d'État présidentiel. En janvier 1852, il devient sous-chef d'état-major général de l'armée d'Algérie, puis chef d'état-major général en octobre 1852, promotion qui est précédée en mai par son passage au grade de colonel. Cette position en fait « un des hommes les plus importants de l'armée d'Afrique » ; il y prépare les plans d'occupation de la Kabylie pour les généraux Mac Mahon, Vantini et Pélissier. À cette occasion, il émet un ferme rappel à l'ordre envers François du Barail qui s'est aventuré avec ses hommes dans le Mzab sans en avoir reçu l'ordre.

### Guerre de Crimée et généralat

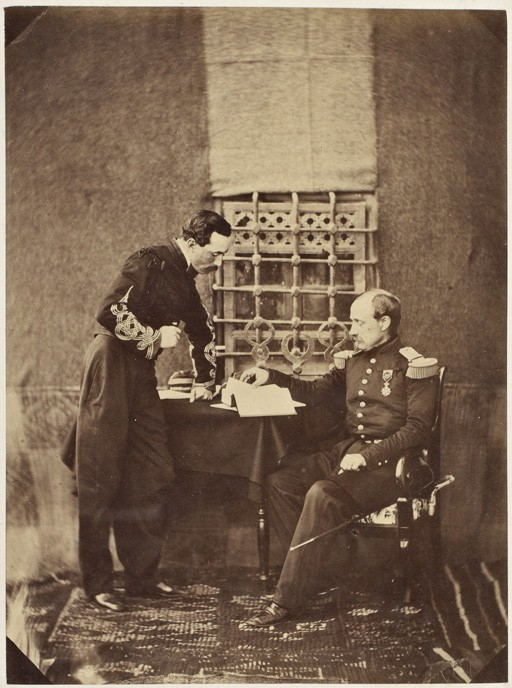
Le général de Cissey et le capitaine Lantivy de Trédion, entre 1856 et 1857.

Dès la fin de l'année 1853, la guerre de Crimée menace entre la France et l'Empire russe, du fait de la prétention de ce dernier à résoudre la question d'Orient à son profit. Le 25 février 1854, Ernest de Cissey est nommé chef d'état-major de la deuxième division de l'armée d'Orient, commandée par le général Bosquet, et embarque à Marseille le 19 mars. Après des mois d'inactivité dans les Balkans, l'armée française débarque en Crimée en septembre 1854 ; à la bataille de l'Alma, Cissey conduit la charge des zouaves décidée par Bosquet qui fait basculer la situation ; à la bataille de Balaklava et à celle d'Inkerman, sa division vient soutenir le corps expéditionnaire anglais et éviter sa destruction. Dans ses rapports, son supérieur direct ne tarit pas d'éloges pour lui et le propose au grade de général de brigade, qu'il obtient le 17 mars 1855. Bosquet prenant la tête du 2e corps d'armée en mai 1855, il le suit et devient chef d'état-major de cette unité. Le 15 juin, il est cité à l'ordre de l'armée d'Orient pour sa contribution à la prise des redoutes qui défendent Sébastopol, et notamment le Mamelon vert. À l'assaut final contre Sébastopol, le 8 septembre 1855, il mène la charge aux côtés du général Bosquet, qui est grièvement blessé, quand son jeune beau-frère, Émile Rigodit, est tué dans l’assaut.
Pour sa participation remarquée à la guerre de Crimée, Cissey recevra les décorations étrangères de l'ordre du Bain et de l'ordre du Médjidié (3e classe).
De retour en Algérie, il est en butte à l'hostilité du maréchal Randon car ce dernier a une forte inimitié pour le général Pélissier dont Cissey est un proche. Le 1er septembre 1856, il l'exile en lui confiant le commandement de la subdivision de Miliana. Assurant tout d'abord les arrières des troupes qui terminent la pacification de la Kabylie, Cissey appuie ensuite la colonisation française en faisant construire des usines et réaliser des drainages agricoles qui augmentent la productivité de la région ; il entretient également une correspondance avec le duc d'Aumale, ce qui atteste de ses sympathies orléanistes. En février 1858, il est rappelé en métropole pour être le chef d'état-major de Bosquet à qui Napoléon III a confié le commandement des divisions du sud-ouest, mais l'attaque d'apoplexie de son supérieur le prive d'emploi pendant une année complète, pendant laquelle le seul fait notable est sa nomination en décembre comme commandeur de la Légion d'honneur. En avril 1859, Cissey est nommé directeur des affaires militaires et maritimes de l'éphémère ministère de l'Algérie et des Colonies, occupé alors par Prosper de Chasseloup-Laubat ; il y est remarqué pour son dynamisme. Après la dissolution du ministère en décembre 1859, il occupe divers postes secondaires à l'inspection générale des armées, mise à l'écart relative que lui impose Randon, redevenu ministre de la Guerre. En 1863, il est promu général de division, et reçoit finalement un commandement en septembre 1864 : celui de la 16e division militaire à Rennes (5e corps d'armée) ; il est promu grand-officier de la Légion d'honneur en décembre 1867. Il obtient également plusieurs inspections générales d'infanterie ; en septembre 1868, il est désigné pour présider le jury d'admission à l'école militaire de Saint-Cyr ; en 1869, il est appelé au commandement de la 1re division du camp de Châlons ; finalement, il est nommé en mai 1870 inspecteur de Saint-Cyr et du Prytanée militaire de La Flèche.

### Guerre de 1870

#### Campagne de l'armée du Rhin

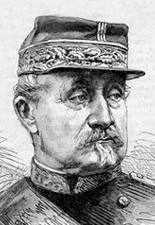
Ernest Courtot de Cissey en 1868.

Au début de la guerre franco-allemande de 1870, il est appelé début juillet 1870 à la tête de la 1re brigade du 4e corps d'armée ; ce corps, commandé par le général Paul de Ladmirault, souffre de la même impréparation et des mêmes problèmes logistiques que le reste de l'armée française,. Après s'être installé fin juillet à Bouzonville et fait procéder à des reconnaissances en territoire ennemi, Cissey recule avec le 4e corps d'armée qui se replie sur Metz sans avoir combattu ; cette retraite est due aux premières victoires prussiennes de Forbach et de Frœschwiller. Après le départ précipité de l'empereur qui confie l'armée du Rhin au maréchal Bazaine, ce dernier propose à Cissey de devenir son chef d'état-major général. Mais Cissey, averti de l'empire du colonel Napoléon Boyer sur l'esprit de ce maréchal indécis, refuse ce poste majeur car il se doute que ses ordres seront contrecarrés ou contournés.

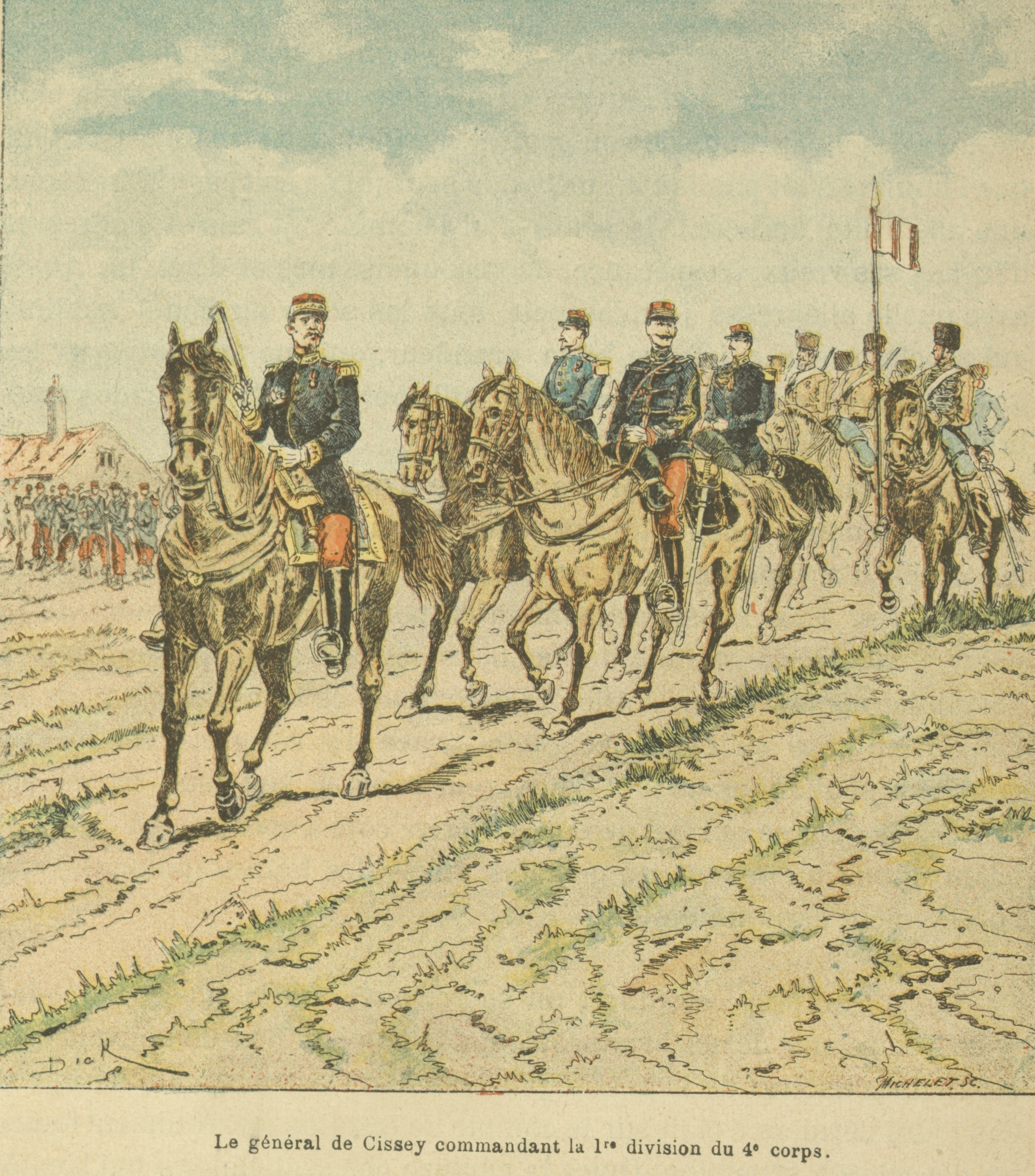
Le général de Cissey à la tête de la 1re brigade du 4e corps d'armée, en 1870.

Bazaine ayant résolu de se replier sur Verdun, le 4e corps d'armée abandonne ses positions défensives le 14 août 1870 et commence le franchissement de la Moselle au niveau de l'île Chambière ; l'irruption de l'avant-garde prussienne sur les arrières de l'armée du Rhin détermine de Ladmirault à faire volte-face en dépit des ordres de Bazaine et Cissey lance sa division à l'assaut du village de Mey et du bois attenant, en chassant l'ennemi ; la bataille de Borny est une victoire française, bien que de faible portée en raison de la pusillanimité du commandant en chef. Le 16 août 1870, l'armée prussienne profite des retards de l'armée de Bazaine pour lui livrer bataille à Rezonville ; la division Cissey accourt au secours du 2e corps d'armée et de son artillerie menacée. Ses hommes perdant pied sous le feu ennemi, Cissey mène lui-même l'assaut à travers le ravin de la Cuve en prenant la tête du 20e bataillon de chasseurs, parvenant à faire charger ses troupes en bloc. Son cheval ayant été tué sous lui, il récupère celui du capitaine Garcin ; la charge anéantit les cinq bataillons de la brigade du général von Wedell (2 500 tués et 400 blessés sur un effectif de 4 500 hommes) et fait main basse sur le seul drapeau prussien que conquièrent les troupes françaises au cours du conflit. Le régiment de dragons de la garde prussienne contre-attaque pour reprendre les hauteurs mais le 1er régiment d'infanterie forme des carrés et Cissey s'enferme dans l'un d'eux ; les unités de cavalerie sont disloquées et doivent abandonner le terrain. Cissey demande des renforts pour exploiter cette victoire tactique en occupant Mars-la-Tour, ce qui permettrait de sécuriser la route de Verdun, mais le général de Ladmirault, surestimant grandement les forces prussiennes et négligeant l'avis de ses subordonnés, ordonne le repli. L'absence d'occupation de Mars-la-Tour par l'armée française oblige Bazaine à décider le repli sur Metz, et les troupes bâtissent le 17 août des fortifications à la hâte. Du fait de l'imprévoyance du maréchal de Canrobert, commandant du 6e corps d'armée, les Prussiens attaquent par surprise à la bataille de Saint-Privat alors que la division Cissey est au repos. Avec ardeur, elle combat sous le bombardement continu de l'artillerie prussienne, protège les flancs de Canrobert et se replie en dernier du champ de bataille, non sans avoir repoussé une attaque de la garde prussienne qui tentait de surgir sur les arrières du 6e corps d'armée ; l'état-major de la division en sort décimé. Le 31 août, à la bataille de Noisseville, Cissey et ses hommes sont chargés de s'emparer du village de Servigny ; malgré la nette supériorité de l'artillerie prussienne, ils parviennent à déloger l'infanterie ennemie de ses positions, mais Bazaine ordonne la retraite dès le lendemain ; l'armée du Rhin est définitivement prisonnière de Metz.

#### Siège de Metz

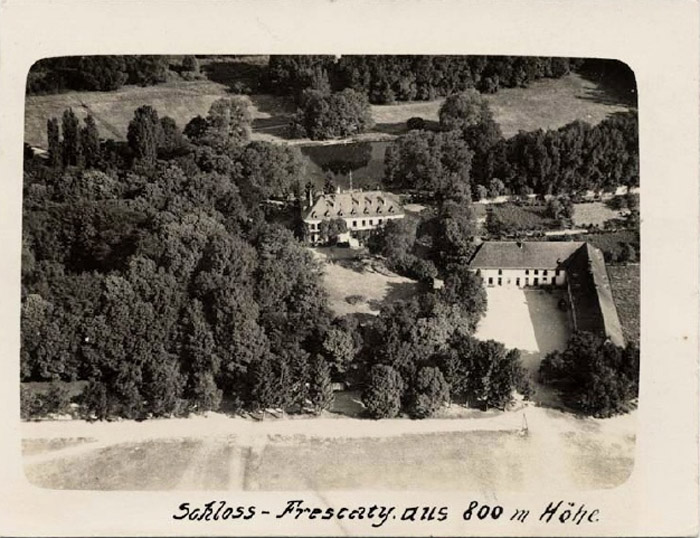
Château de Frescaty (vers 1900).

De septembre à octobre, lors du siège de Metz, les troupes de Cissey s'emploient à fortifier leur secteur, situé entre Longeville et Moulins-lès-Metz, y compris de nuit. Grâce aux mesures qu'il fait prendre, ses troupes sont relativement épargnées par les privations, les maladies, et l'agitation politique consécutive à la proclamation de la République. Le 25 octobre 1870, le général Changarnier ayant échoué dans ses négociations auprès du prince Frédéric-Charles de Prusse — commandant la IIe armée prussienne —, le général de Cissey accepte de le remplacer. Il se rend alors au château de Frescaty pour négocier les conditions de la reddition de la place-forte de Metz, mais les Prussiens exigent la capitulation sans conditions. Lors du conseil de guerre du 26 octobre, il ne défend pas l'idée d'une percée pour échapper à la capture, contrairement à ce qui est affirmé par certains journaux cocardiers après la fin de la guerre, et il ne s'oppose pas à la capitulation décidée par Bazaine. Fait notable, il entrave même activement le complot militaire du général de Courcy qui voulait tenter de forcer les lignes allemandes avec des volontaires ; pour Cissey, c'est un grave fait d'insubordination qui manque à la parole donnée aux militaires prussiens et une entreprise qui est tant vouée à l'échec qu'elle ne peut être motivée que par la volonté politique de certains officiers de se faire remarquer par le gouvernement de la Défense nationale.
Après la capitulation de Metz, il est fait prisonnier et est emmené à Hambourg où il est enfermé avec de nombreux autres généraux français et fait l'objet d'une surveillance particulière, les Prussiens ne tenant pas à ce que le vainqueur de Rezonville s'échappe,. Durant cette période de captivité, il écrit des Souvenirs de la campagne de 1870 qui, à sa demande, ne seront jamais publiés, et se plonge dans de profondes réflexions sur les moyens de relever l'armée française.

### Lutte contre la Commune

#### Retour en France
Après la conclusion des préliminaires de paix, Cissey quitte Hambourg le 18 mars ou le 19 mars. Le 24 mars, il est à Rennes ; il y rend un dernier hommage à son épouse décédée au cours de sa captivité et accomplit un bref pèlerinage à la basilique Sainte-Anne d'Auray sur l'autel de laquelle il dépose l'épée qu'il portait lors de la campagne du Rhin. Par ce geste empreint de mystique, cet officier catholique souhaite intercéder en faveur de la reconstruction de la nation française et de son armée. Lors de son retour, le général de Cissey apprend également le déclenchement de la Commune de Paris. Cette nouvelle lui cause une profonde douleur : à l'humiliation subie face à l'Allemagne s'ajoute les ferments de la guerre civile au moment où le pays est au plus mal. Malgré la répulsion que lui inspire la République, le général se rallie à Thiers en qui il reconnaît le défenseur de l'ordre. Le 28 mars, un télégramme lui ordonne de se rendre à Versailles ; en effet, Thiers, qui estime beaucoup Cissey, a déjà l'intention de le nommer ministre en remplacement d'Adolphe Le Flô, qui l'a déçu, mais attend pour cela que l'épineux problème de la Commune soit liquidé,. 

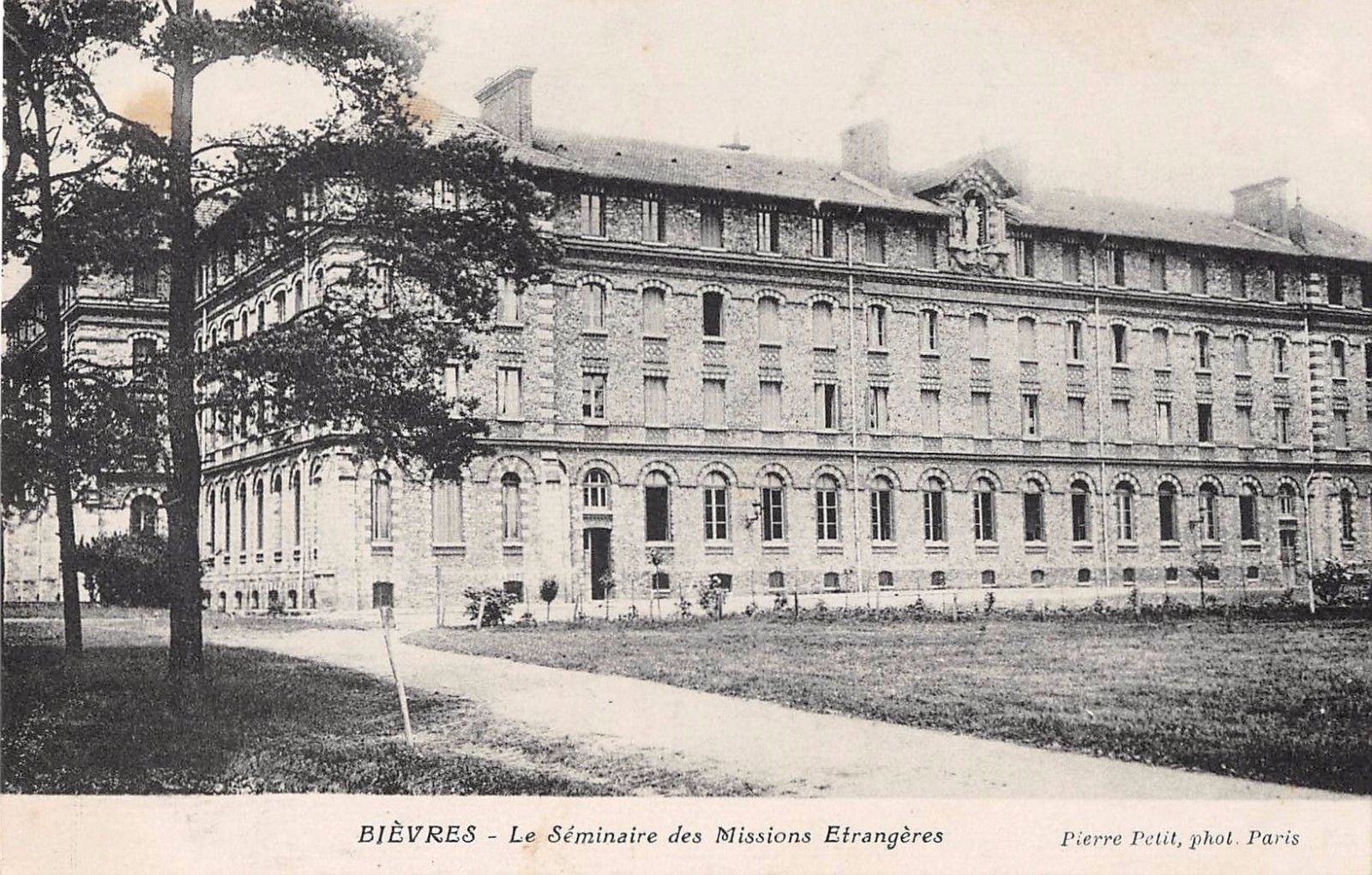
Le château de Bel-Air dans les années 1920.

Le 6 avril, le général Le Flô place Cissey à la tête du 2e corps d'armée, l'un des trois corps voués à reprendre Paris des mains des insurgés. Le 11 avril, Cissey entre effectivement en fonctions ; il choisit le château de Bel-Air comme quartier-général,. Son corps d'armée comporte 3 divisions d'infanterie composées de 4 bataillons de chasseurs à pied, 2 régiments d'infanterie provisoire, 10 régiments de marche et un régiment de cavalerie, unités dont les effectifs sont fortement réduits. À la date du 20 avril, le général de Cissey a sous ses ordres 1 249 hommes, encadrés par 110 officiers, et dispose de 1 268 chevaux. Les régiments provisoires sont des régiments formés à la hâte et constitués de soldats libérés par les Allemands commandés par des officiers traditionnels ; les régiments de marche, au contraire, sont composés de soldats des armées du gouvernement de la Défense nationale et dirigés par des officiers recrutés par Léon Gambetta. Ces unités sont suspectes aux yeux de Cissey : dès son entrée en fonctions, il relève tous les officiers suspects de sympathie pour les insurgés ou insuffisamment acquis au parti de l'ordre et obtient leur mutation en Algérie ou dans les autres colonies africaines. Il demande instamment à Mac Mahon que leur soient substitués « de solides officiers de retour d'Allemagne ». Dans l'anticipation de la guerre civile qu'il a à mener, il recommande aux officiers de se mêler aux hommes de troupe pour veiller à leur condition de vie et à leur moral, préoccupation qui se double d'une vision claire de ce que le maréchal Lyautey appellera le « rôle social de l'officier ».

#### Opérations militaires contre les communards

##### Siège du fort d'Issy

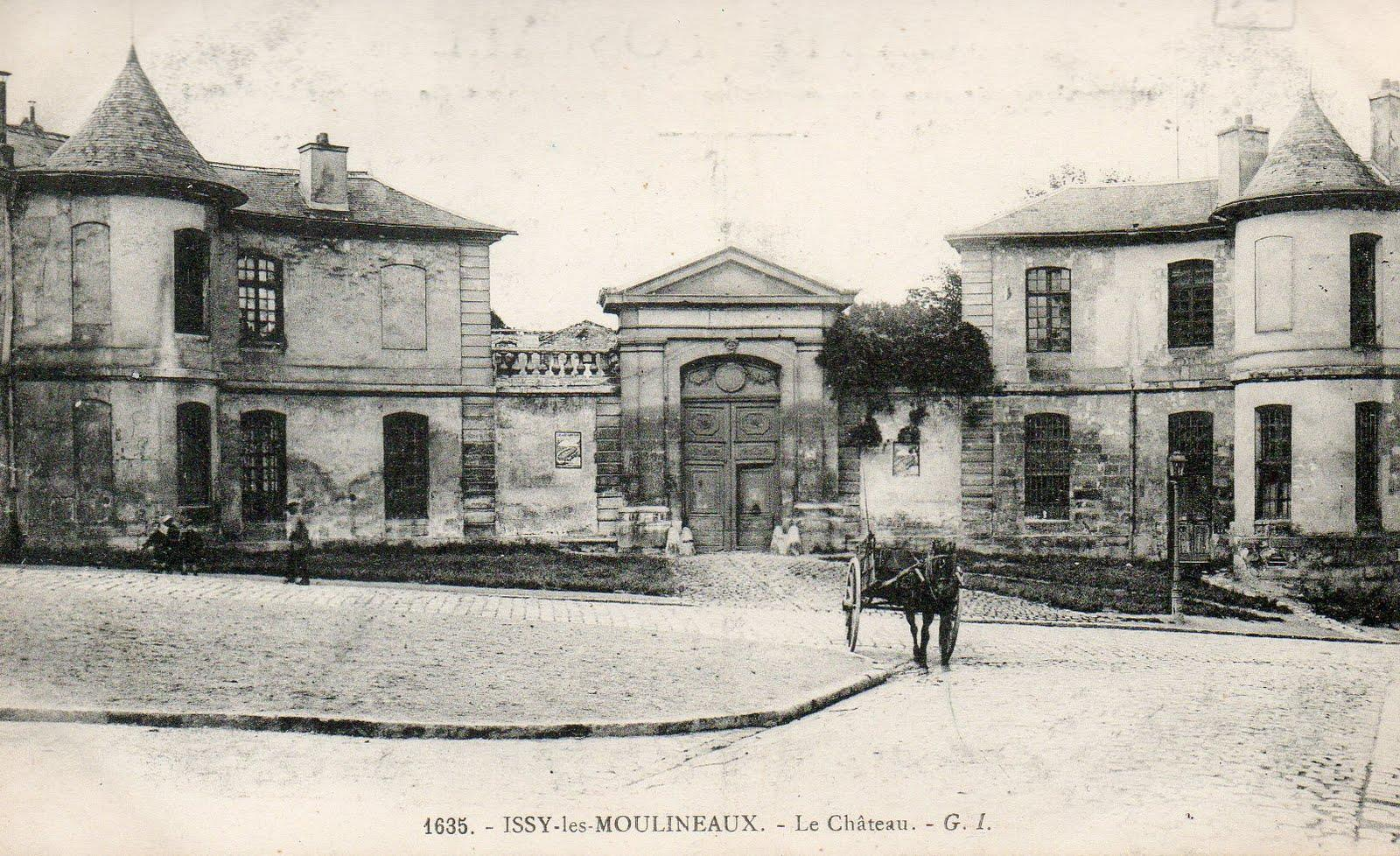
Le château d'Issy, avant son incendie au cours des combats de la Commune.

Le corps d'armée que commande le général de Cissey est chargé de l'offensive de droite dans le dispositif de Mac Mahon, c'est-à-dire de l'attaque du sud-est de Paris. Ainsi, le 2e corps d'armée s'établit à Châtillon, à Villacoublay, au Plessis-Picquet et dans divers villages de la Bièvre plus éloignés. Le 3e corps d'armée du général du Barail protège son flanc droit et doit assaillir Juvisy, Longjumeau, Palaiseau et Verrières. Le point faible de la défense parisienne est le saillant du Point-du-Jour ; en effet, la ville est ceinte de puissantes fortifications qui rendent malaisé son investissement par les troupes versaillaises. Le saillant est toutefois protégé par le fort d'Issy, puissamment armé. Mac Mahon confie à Cissey le « rude honneur » d'emporter cette position, ce qui permettra aux troupes de pénétrer dans Paris par le Point-du-Jour. La raison de ce choix est claire : Cissey est le seul commandant de corps d'armée à être issu du corps d'état-major, et il double cette science organisationnelle d'une expérience non négligeable acquise lors de la prise de Sébastopol. Le 11 avril, il adresse un ordre du jour à ses troupes où il qualifie les insurgés de « bande de malfaiteurs de Paris et de tous les pays ». Il fait procéder à l'établissement de lignes télégraphiques avec Versailles, constitue une réserve de vivres et fait établir des tranchées et des batteries. Il décide également de distribuer aux soldats des rations supplémentaires de vin et d'eau-de-vie, ce qui contribue à réduire la prévalence des maladies au cours des premières opérations.

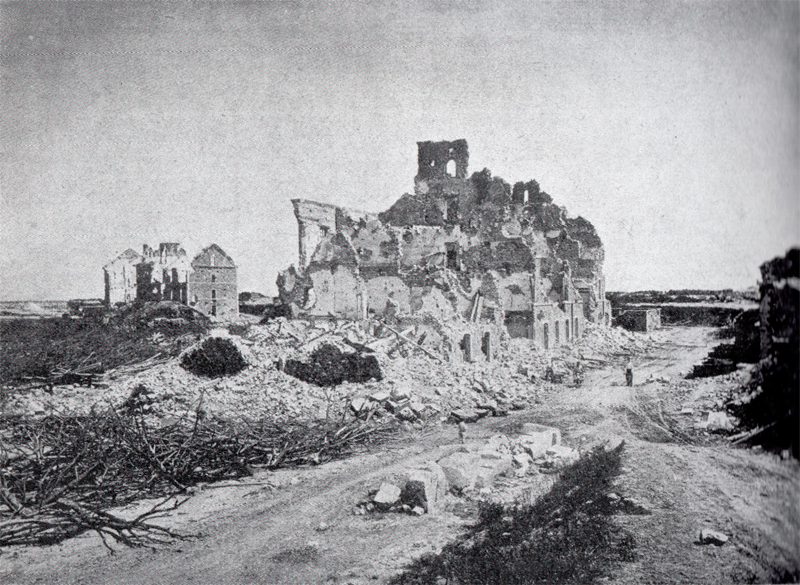
Ruines du fort d'Issy après sa prise par le 2e corps d'armée.

Le 2e corps d'armée est la cible d'attaques violentes de la part des communards, notamment dans la nuit du 13 au 14 avril, pendant laquelle ces derniers essuient une défaite sanglante. Fort de ces victoires défensives, les hommes de Cissey continuent leur approche du fort d'Issy et parviennent à prendre Bagneux le 20 avril. Thiers en est fort satisfait ; le même jour, il confère à Cissey la dignité de grand'croix de la Légion d'honneur. Le 24 avril, Cissey est nommé commandant du siège du fort d'Issy par Mac Mahon ; il reçoit les renforts d'une division d'infanterie commandée par le général Faron et comportant 3 brigades. Le lendemain, ses hommes font main basse sur la carrière qui jouxte le cimetière d'Issy, ouvrant la voie à l'investissement du village des Moulineaux par l'armée de réserve du général Vinoy. Le 29 avril, c'est au tour du cimetière, du parc et des tranchées d'Issy de tomber aux mains des troupes de Cissey. Simultanément, deux compagnies du 70e régiment de marche assaillent la ferme de Bonamy, près du fort de Vanves, et font 75 prisonniers. Le 2 mai, Cissey s'empare du château d'Issy ; le lieu est bombardé par les communards. Le 5e corps d'armée est alors placé sous ses ordres afin de parachever le siège du fort d'Issy. Le 3 mai, la redoute du Moulin-Sacquet tombe ; plusieurs centaines d'insurgés sont tués et autant sont faits prisonniers. Le 9 mai, le 38e régiment de marche pénètre dans le fort ; le prestige de Cissey en sort grandi, d'autant plus que les barricades défendant Bourg-la-Reine sont enlevées par son corps d'armée dès la nuit suivante. Le 13 mai, le 71e régiment de marche investit le fort de Vanves par une manœuvre surprise, anticipant les ordres du général de Cissey. Le dernier fort défendant Paris est tombé ; le 18 mai, les insurgés perdent le moulin de Cachan. La prise de la capitale par la force, décidée le 12 mai par Thiers et Mac Mahon, peut alors commencer.

##### Semaine sanglante
Le 21 mai à minuit, les sapeurs du 2e corps d'armée franchissent les fortifications et ouvrent les portes de Sèvres et de Versailles ; le reste du corps, qui avait pris position non loin de là, pénètre aussitôt dans Paris et prend la direction de Grenelle,. Les objectifs affectés au corps par Mac Mahon sont l'École militaire et l'Hôtel des Invalides, que les troupes de Cissey doivent assaillir par une manœuvre de revers à partir de l'Est et de la gare de Paris-Montparnasse. Le 23 mai, les hommes de Cissey ont repris les deux bâtiments ; le général en profite pour installer son quartier général dans les locaux de l'École militaire. Le même jour, le 2e corps d'armée entame l'enveloppement du quartier de l'Observatoire, bien défendu, mais l'entraînement insuffisant des troupes se fait ressentir dans la lenteur de la manœuvre. Le feu ayant commencé à ravager le palais d'Orsay, le palais de la Légion d'honneur (rive gauche) et les Tuileries (rive droite), Mac Mahon décide d'empêcher coûte-que-coûte que le sinistre n'atteigne le palais du Louvre ; il donne l'ordre à Cissey de se rendre maître de l'église Sainte-Geneviève et du palais du Luxembourg pour sécuriser les opérations de sauvetage depuis la rive gauche. Le 24 mai, Cissey ordonne une offensive tous azimuts : deux brigades enlèvent le Luxembourg par une charge sous les feux des insurgés ; simultanément, le Val-de-Grâce, le lycée Louis-le-Grand, le boulevard Saint-Michel sont arrachés aux communards. La journée se conclut par la reprise de l'église Sainte-Geneviève. Le 25 mai, le commandant du 2e corps d'armée, décidé d'en finir avec toute résistance sur la rive gauche, ordonne l'assaut sur la place d'Italie et la Butte-aux-Cailles, en les tournant par les fortifications de Paris ; les insurgés sont balayés le soir même : 1 000 prisonniers sont aux mains des troupes de Cissey et la totalité de la rive gauche est sous le contrôle des versaillais. Le général de Cissey échoue toutefois à empêcher que les communards ne mettent le feu à la manufacture des Gobelins, et elle se consume sous ses yeux dans la nuit du 25 au 26 mai.
Pour le maréchal de Mac Mahon, le 2e corps d'armée est l'unité qui a le plus contribué à la prise de la capitale. Ses pertes — blessés, tués et disparus — s'élèvent à 847 hommes, dont 67 officiers. Aussi, il la met en retrait des derniers combats, qui se poursuivent du 26 mai au soir du 28 mai. En revanche, il donne l'ordre à Cissey de procéder au désarmement de la population de la rive gauche et le charge de sécuriser les catacombes et autres souterrains de Paris dont il craint qu'ils aient pu être minés par les insurgés. Satisfait de ses hommes, Cissey leur adresse un ordre du jour où il souligne que leur victoire « sauve le pays et la société ».

#### Répression des insurgés
Le 30 mai, le 2e corps d'armée reçoit le commandement militaire sud de la capitale ; ce dernier comprend toute la rive gauche : 5e, 6e, 7e, 13e, 14e et 15e arrondissements, et possède son quartier général au Petit Luxembourg. Mac Mahon confère alors aux militaires les pouvoirs complets de maintien de l'ordre et de police, ce qui va leur permettre d'intensifier une répression qui a commencé dès les premiers combats. Les premiers soupçonnés de sédition sont les étrangers, car les militaires pensent qu'ils ont suscité le mouvement insurrectionnel. Ainsi, le capitaine Garcin, aide de camp de Cissey, interroge des centaines de prisonniers pour savoir si les Prussiens ont apporté leur soutien à la Commune ; il découvre qu'ils ont effectivement fourni des vivres à la capitale pour prolonger l'insurrection mais la thèse du soutien militaire perd de sa substance. Quant à Cissey, il sauve in extremis François Jourde de l'exécution pour le questionner sur d'éventuels subsides étrangers qu'aurait reçus la Commune, ce que Jourde récuse. Du fait de ces soupçons, la majorité des étrangers faits prisonniers les armes à la main lors des opérations sont abattus.

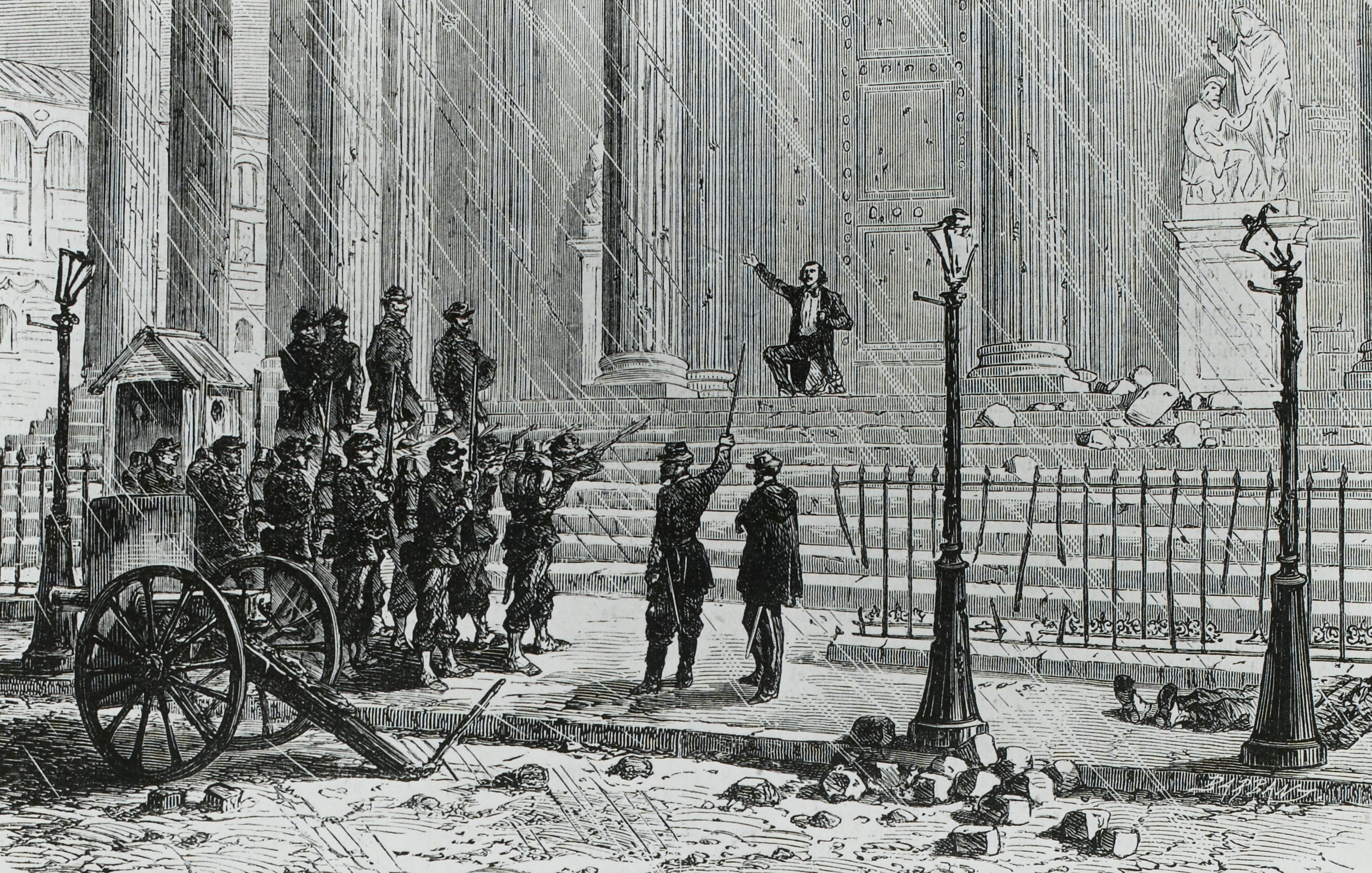
Exécution de Jean-Baptiste Millière sur les marches du Panthéon.

L'histoire familiale du général de Cissey est marquée par les excès de la Révolution française et Cissey ne tarde guère à voir dans la Commune le surgissement d'une nouvelle tête de l'hydre révolutionnaire ; aussi, il va se montrer un des généraux les plus acharnés à sa destruction. Si Joseph Vinoy est le premier à faire fusiller des prisonniers, dès le 2 avril 1871, Cissey lui emboîte le pas en faisant exécuter le 1er mai les déserteurs capturés lors de la prise du fort de Clamart, se conformant en cela aux instructions du général Le Flô. Cette exécution ayant provoqué des réactions critiques dans la presse internationale, Mac Mahon ordonne le 5 mai à Cissey de cesser toutes les exécutions d'insurgés ou de déserteurs jusqu'à la fin des combats. Mais dès le début de la semaine sanglante, scandalisé par l'usage de bombes à pétrole par les insurgés, il demande et obtient de Mac Mahon de pouvoir reprendre les exécutions. La cavalerie du général du Barail, commandant le 3e corps d'armée, ayant établi un cordon au sud de Paris, il lui demande d'exécuter tous les insurgés armés cherchant à s'enfuir. Les deux communards les plus célèbres que Cissey fait fusiller sont Tony Moilin, dont il fait disparaître le corps pour éviter que sa sépulture ne devienne un lieu de glorification de la Commune, et le député Jean-Baptiste Millière, journaliste ayant contribué à susciter l'insurrection par ses articles et dont Cissey ordonne le 26 mai qu'il soit fusillé à genoux devant l'église Sainte-Geneviève pour « demander pardon à la société du mal qu'il lui avait fait ». Cette exécution spectaculaire dans des conditions proches de l’assassinat vaut au général une mercuriale de Mac Mahon, qui ne conçoit pas qu'il ait fait tuer un non-combattant.
Robert Tombs considère que la prévôté de Cissey est « la plus sanglante », ; elle est établie dans le palais du Luxembourg, sous sa supervision directe. De fait, les exécutions au Champ-de-Mars, dans les jardins du Luxembourg ou encore à l’École militaire ont eu lieu sous son contrôle. Les exécutions par le 2e corps d'armée prennent fin lors de la première semaine de juin — les autres corps ont cessé de fusiller à la fin de la Semaine sanglante —, vraisemblablement à la suite d'un ordre conjoint de Thiers et de Mac Mahon. L'historien Jacques Rougerie estime que le nombre de victimes communardes se situe entre 10 000 et 20 000, tués pendant les combats ou exécutés par l'armée versaillaise. À propos des exécutions, Georges Gugliotta avance avec prudence une proportion d'un tiers qui auraient été effectuées par le 2e corps d'armée.

## Ministre de la Guerre de laIIIeRépublique

### Sous Thiers

#### Homme de confiance de Thiers

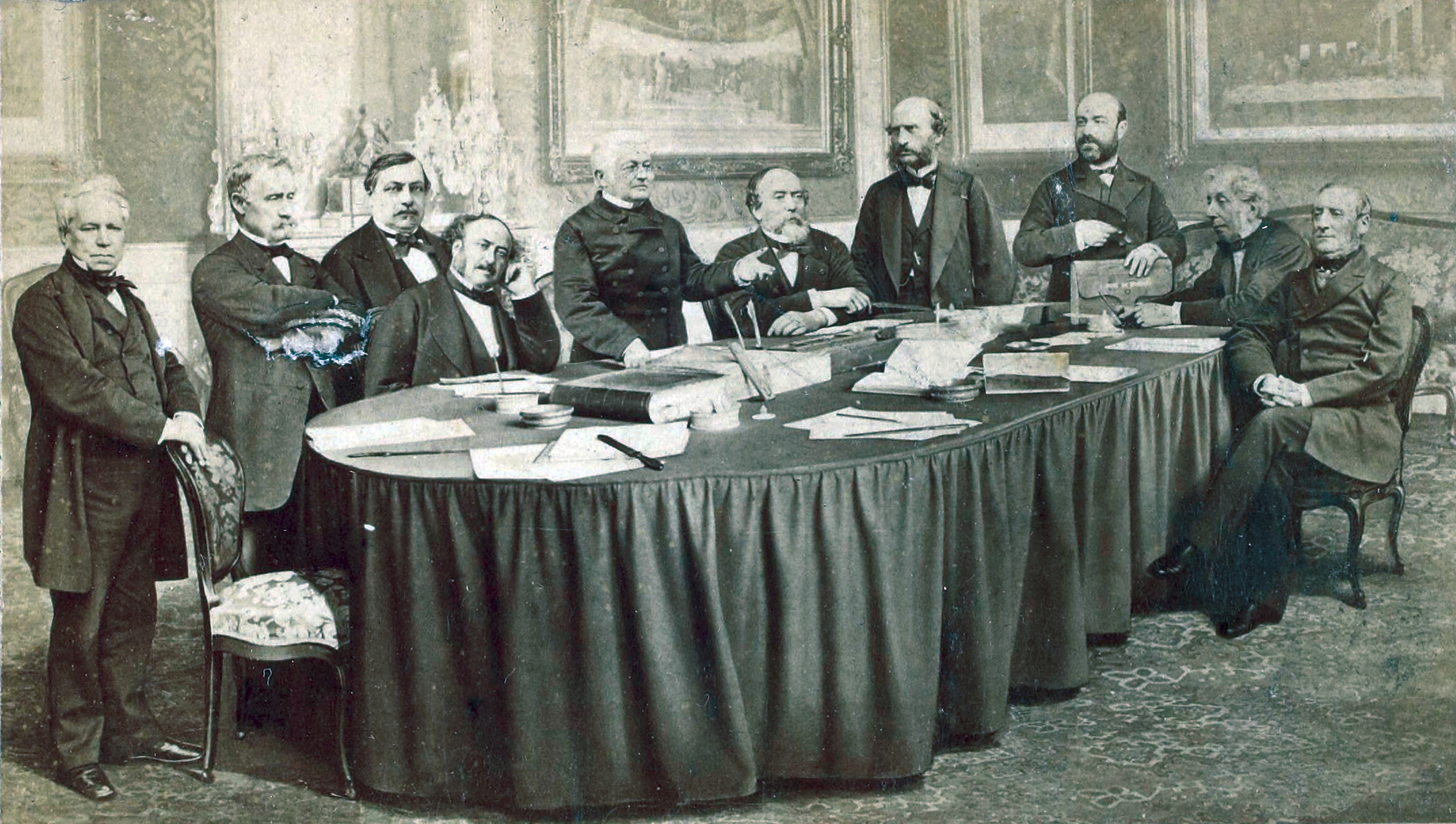
Le gouvernement Dufaure en 1872 ; le général de Cissey est le deuxième ministre en partant de la gauche.

Le 7 juin 1871, Adolphe Thiers — qui voit en lui le meilleur des officiers généraux en activité — le nomme au ministère de la Guerre au sein du premier cabinet Dufaure. L'entrée au gouvernement du général de Cissey marque le ralliement de fait de cet orléaniste modéré à la république conservatrice incarnée par Thiers. Ce dernier trouve en Courtot de Cissey un collaborateur efficace et apprécie le fait que le général ne cherche pas à jouer un rôle politique. La diligence du général rend également plus facile les ingérences régulières de Thiers dans les affaires militaires, ce que ne manquent pas de déplorer les adversaires politiques du président.
Le jugement individuel des prisonniers communards ayant été décidé par le gouvernement, le général de Cissey, qui désire l'apaisement et souhaite séparer le bon grain de l'ivraie, donne des directives de modération à la justice militaire. Ainsi, de juin 1871 à décembre 1874, seulement 28 % des 46 835 mis en cause sont condamnés par les conseils de Guerre. En revanche, il fait preuve d'une implacable sévérité envers les déserteurs de l'armée régulière et les meneurs de la Commune, coupables à ses yeux d'avoir dévoyé le prolétariat ; par exemple, il fait condamner Louis Rossel à mort et Henri Rochefort à la déportation. Le maréchal Bazaine — rentré en France contre les conseils de Cissey — voit aussi son cas examiné par la justice militaire : une commission d'enquête constituée par Cissey, qui en confie la présidence à l'intransigeant maréchal Baraguey d'Hilliers, reconnaît la responsabilité du maréchal dans la défaite mais conclut qu'il n'a pas trahi et ne prononce pas de sanction. Bazaine réclame alors — peu judicieusement — d'être jugé en conseil de Guerre ; Cissey en constitue un, présidé par le duc d'Aumale et dont le rapporteur, le général Séré de Rivières, est si méticuleux que le ministre de la Guerre voit avec satisfaction le procès être retardé ; malgré les efforts de Cissey pour protéger l'armée d'une telle flétrissure, Bazaine est finalement jugé à partir du 6 octobre 1873. Au cours de la gestion de ces deux affaires sensibles que sont la liquidation de la Commune et le procès de Bazaine, Thiers et Cissey agissent dans une entente générale sur la politique du juste milieu à pratiquer.
Aux élections partielles du 2 juillet 1871, il est élu à l'Assemblée nationale dans deux départements : en Ille-et-Vilaine, où il avait été soutenu par les légitimistes et les catholiques, il reçoit 60 593 suffrages sur 96 485 votants ; dans le département de la Seine, où il a reçu l'appui de l'Union parisienne de la presse, il obtient 109 780 voix sur 290 823 votants (et 458 774 inscrits). Le général de Cissey choisit finalement de représenter l'Ille-et-Vilaine à l'Assemblée, où il siège dans le groupe parlementaire du Centre droit. Au cours de son mandat de député et avant la chute d'Adolphe Thiers, le général de Cissey se montre résolument conservateur. De concert avec la majorité monarchiste issue des élections de 1871, il vote notamment pour le pouvoir constituant de l'Assemblée nationale et pour l'arrêté qui interdit les enterrements civils. Néanmoins, jusqu'au 24 mai 1873, et ce même après que la coalition formée de la droite, du Centre droit (au sein duquel il siège) et d'une partie du centre s'oppose frontalement au président de la République, il soutient le gouvernement présidé par Thiers, dont il est l'un des ministres. Le 24 mai, il vote même avec la gauche contre la démission du chef du pouvoir exécutif.

#### Relèvement de l'armée française
La tâche principale de Cissey au ministère de la Guerre est le relèvement de l'armée française, durement éprouvée par la défaite de 1870 et la répression de la Commune, et ce d'autant plus que les militaires entretenaient avant guerre une complaisante réputation d'invincibilité autour des forces françaises.

##### Moral des troupes

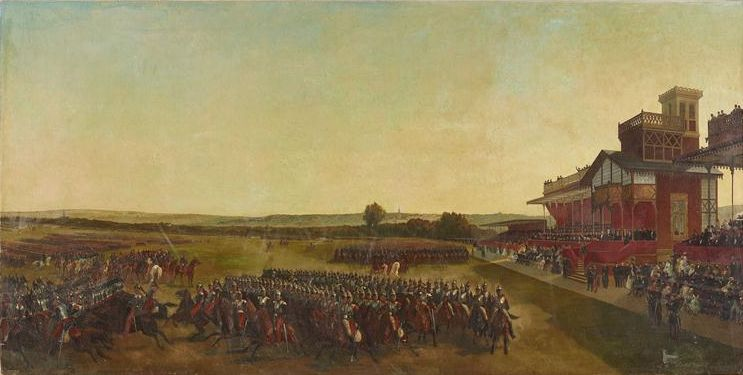
Revue passée à Longchamp par Adolphe Thiers, le 29 juin 1871, peinture de Louis-Eugène Ginain, conservée au Musée national du château de Versailles.

La priorité du général de Cissey est de rétablir le moral de l'armée française et de rebâtir la fierté militaire. Pour ce faire, le 29 juin 1871, il organise une grande revue militaire sur l'hippodrome de Longchamp pour faire pendant au défilé victorieux des troupes allemandes dans Berlin. Rassemblant 120 000 hommes, la cérémonie est un grand succès, contribuant à recréer les liens entre la nation vaincue et son armée. Il s'efforce également de faire reconnaître les mérites des militaires qui se sont illustrés par leurs actes ou leurs compétences : sous son impulsion vigoureuse, on compte plus de 2 000 médaillés de la Légion d'honneur et médaillés militaires. Il désire également créer une distinction réservée aux civils et qui pourrait être remise aux femmes qui se distinguent au service de la patrie, mais le projet avorte. Considérant que les traditions militaires font la force de l'armée allemande, le général de Cissey souhaite faire renaître celles de l'armée française. En février 1872, il contribue à installer dans l'Hôtel des Invalides un « sanctuaire des armes » qui préfigure le musée de l'Armée, qui sera créé officiellement en 1905. Dans la même inspiration, dès juin 1872, il encourage les unités de l'armée à se doter d'historiques régimentaires, fait inédit. Les régiments y retrouvent leurs origines dans les bandes françaises créées par Louis XI, puis dans les régiments français d'Ancien Régime et, sans rompre la continuité, dans les demi-brigades de l'an II. Cette initiative contribue à renforcer l'attachement de l'armée à la France ainsi qu'au drapeau tricolore.
La discipline s'étant dégradée du fait de l'effondrement militaire, il est déterminé à la rétablir même au prix de mesures strictes. Ses premières décisions portent sur la propreté et l'ordre des casernes, ainsi que sur le caractère irréprochable des tenues. En juillet 1871, il donne des consignes inflexibles pour punir le maraudage par la troupe. En août 1872, il réclame de Thiers des mesures fermes pour lutter contre l'alcoolisme dans l'armée, et plus largement dans la société ; sur ses instances, les règlements militaires sont durcis sur ce point et la loi du 23 janvier 1873 contre l’éthylisme est adoptée. La reprise en main de l'armée passant également par le corps des officiers, le général de Cissey annonce, peu avant la revue de Longchamp, que les recommandations politiques effectuées en faveur des officiers sont sans effet sur l'avancement décidé au ministère de la Guerre et cherche ensuite à remettre de l'ordre dans les grades accordés par le gouvernement de la Défense nationale, qui a souvent pris des décisions dans la précipitation,. En accord avec l'Assemblée nationale dont il veut qu'elle partage sa responsabilité, il crée une commission de révision des grades dont il confie la direction au général Nicolas Changarnier. Ce dernier, qui compte parmi les vieux amis de Cissey, semble particulièrement adapté à la tâche que la commission s'est fixée : en effet, le vieux général, à la vanité proverbiale, ne manifeste que peu de ménagement face à des officiers ayant indûment monté en grade tandis que lui-même attend toujours le maréchalat. La commission, dont les membres sont en majorité monarchistes, sont particulièrement sévères avec les avancements spectaculaires et les officiers qui professent publiquement des opinions républicaines — ce que réprouve Cissey, très attaché à ce que les opinions politiques des officiers restent privées — ; si la plupart des officiers rétrogradés le sont avec raison, d'autres, comme Denfert-Rochereau, Crémer — qui appartiennent aux deux catégories citées précédemment — ou Rolland, semblent avoir subi un traitement qui s’apparente à une injustice. Jusqu'au 30 mars 1872, date d'achèvement des travaux de la commission, le ministre de la Guerre fait appliquer sans faiblir les irrévocables décisions de la commission,.

##### Dépolitisation des militaires
Ces recommandations sur la discipline militaire sont suivies et accompagnée de mesures pour réprimer la politisation de l'armée : le 8 octobre 1871, il raye des cadres de l'armée le prince Jérôme Bonaparte — ce que l'intéressé contestera en 1873 devant le Conseil d’État — ; il inflige soixante jours d'arrêt à cinq officiers coupables, le 26 septembre 1872, d'avoir assisté en uniforme à un banquet républicain à Grenoble, pendant lequel Léon Gambetta a pris la parole ; en 1873, en accord avec le maréchal de Mac Mahon, il démet de ses fonctions le général Carrey de Bellemare, fervent républicain, qui avait publié une lettre dans laquelle il annonçait son refus de servir un régime monarchique ; enfin, il mute dans un bataillon d'Afrique trois sous-officiers qui ont fait signer une adresse à l'impératrice Eugénie à l'occasion de sa fête,. En revanche, à la mort de Napoléon III, en janvier 1873, il déclare laisser aux officiers la possibilité « d'adresser à l'impératrice, individuellement et par lettres, des témoignages de respectueuse sympathie, cette démarche ne pouvant qu'honorer leurs auteurs ». Cette tolérance n'est pas inspirée à Cissey par une sympathie pour l'Empire — régime honni par Cissey pour ses ingérences dans l'armée et sa légèreté dans la conduite de la guerre — mais par la volonté de ne pas être mis devant le fait accompli par une institution militaire encore acquise pour partie au bonapartisme. Le 21 octobre 1871, tandis que la publication par des officiers de journaux et de livres militaires concernant la guerre de 1870 enfle, il interdit la publication d'ouvrages par les militaires, désireux d'éviter que l'armée se déchire publiquement ; de fait, il plonge ce corps dans un mutisme de plusieurs décennies. Sa volonté de maintenir les militaires dans un strict devoir de réserve se manifeste également dans la controverse sur l'évasion des généraux Auguste Alexandre Ducrot, Eugène Barral et Albert Cambriels, au cours de la guerre de 1870, et ce alors qu'ils étaient prisonniers sur l'honneur de l'Empire allemand. Mis en cause par Otto von Bismarck, les généraux protestent publiquement sans autorisation, ce qui leur vaut l'accusation de Cissey de placer leur honneur personnel au-dessus de l’autorité de l’armée.

### Sous Mac Mahon

#### Cabinet Courtot de Cissey

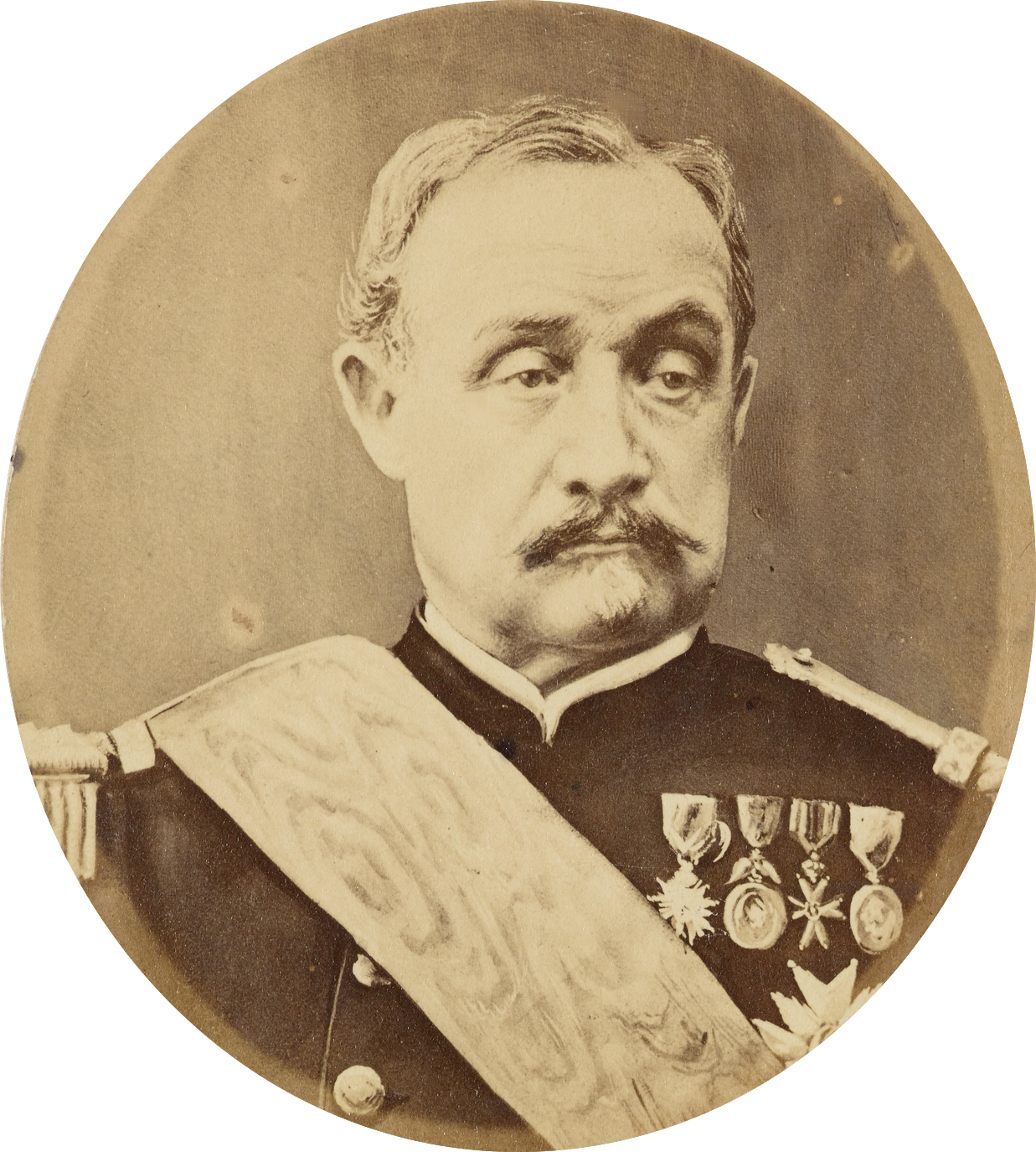
Portrait du général de Cissey, après 1871.

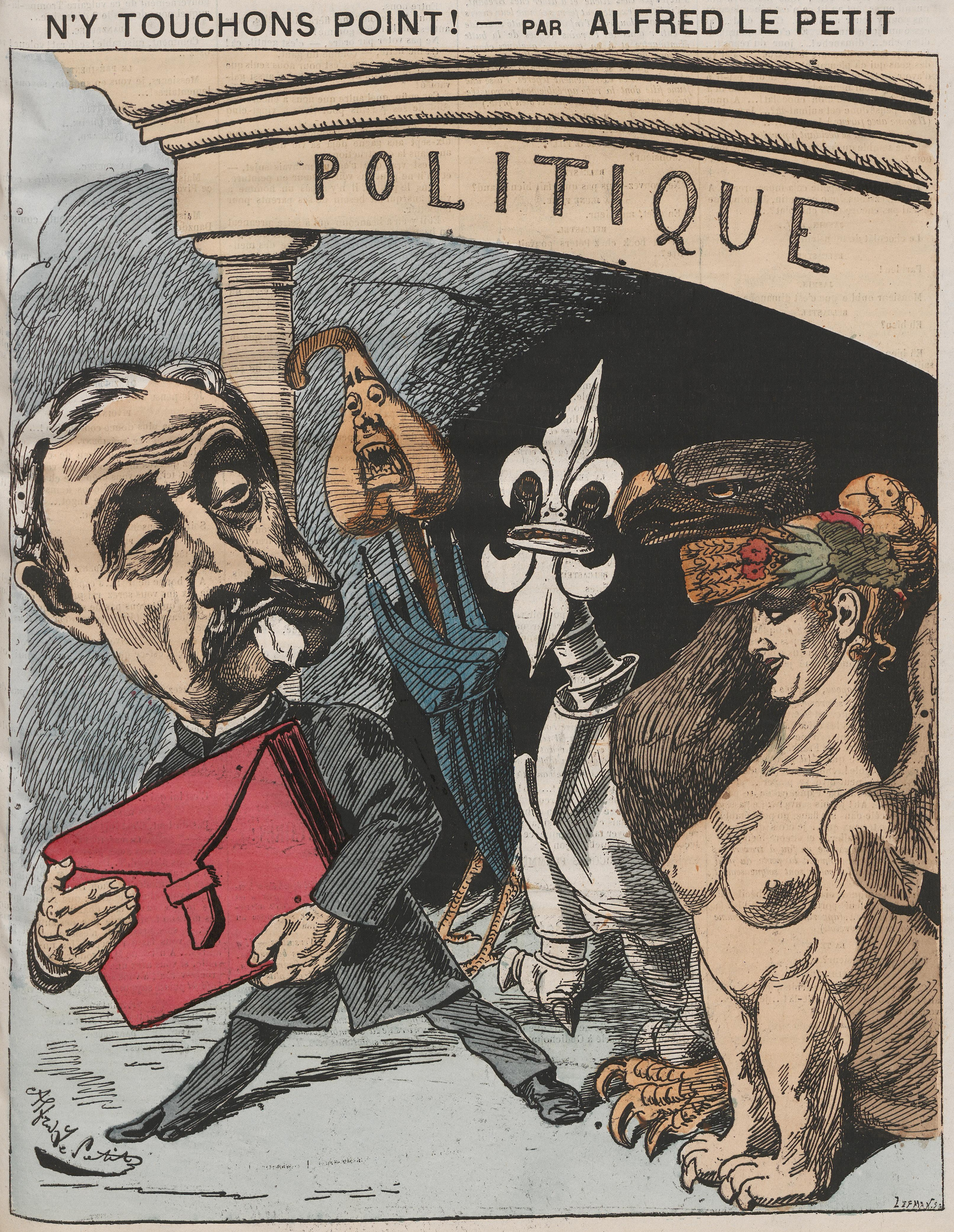

Désavoué par la majorité conservatrice après la chute de Thiers, il doit quitter le ministère de la Guerre, où il est remplacé le 27 mai par le général du Barail, un bonapartiste à poigne. Le 31 mai, le nouveau ministre lui fait conférer la médaille militaire, puis le place à la tête du 7e corps d'armée. Ce commandement n'étant que temporaire, il est muté rapidement et prend le commandement du 9e corps d'armée. À l'Assemblée, le général de Cissey se solidarise pleinement de l'Union des droites : il vote pour le septennat, pour le prolongement de l'état de siège et pour la loi des maires ; plus généralement, il appuie le gouvernement Albert de Broglie en toutes circonstances.
Le 16 mai 1874, Patrice de Mac Mahon charge le général de Cissey de former un nouveau gouvernement, Albert de Broglie ayant démissionné. En tant que vice-président du Conseil, il présente son cabinet le 22 mai suivant ; il y occupe à nouveau le ministère de la Guerre.
Le nouveau gouvernement choisit de poursuivre la « politique de combat » de de Broglie, prolongeant la période dite de l'Ordre moral.

#### Cabinet Buffet

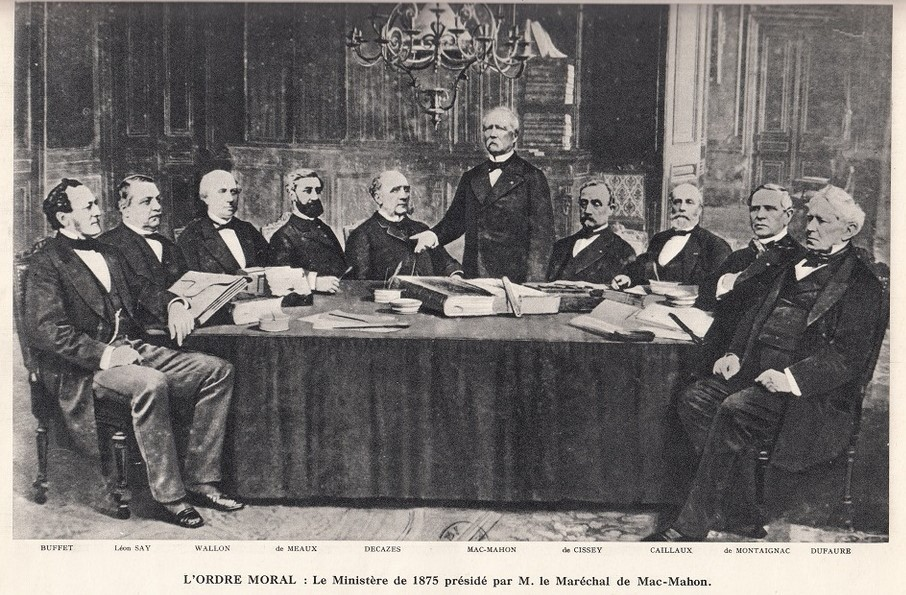
Le général de Cissey siégeant au sein du gouvernement Louis Buffet, en 1875.

Louis Buffet est chargé par le président de la République française de former un nouveau gouvernement, dans lequel Ernest Courtot de Cissey conserve le poste de ministre de la Guerre. Il se consacre alors exclusivement aux affaires militaires, présidant notamment à la réorganisation territoriale des forces de gendarmerie.
Au cours de la durée de ce gouvernement, il s'attache également à prouver que l'armée est fidèle au régime — quel qu'il soit — et cherche à faire oublier le désastre de Metz, provoqué par la reddition de Bazaine qui avait refusé de reconnaître le gouvernement républicain de la Défense nationale. Le 10 mars 1875, alors que le gouvernement Buffet vient tout juste d'entrer en fonctions, il envoie une directive à tous les commandants de corps d'armée qui impose le ralliement des militaires à la Troisième République — qu'il a contribué à établir sous sa vice-présidence — : « Les lois réglant l'organisation des pouvoirs publics en France viennent d'être promulguées, vous le savez ; il faut donc que, dès maintenant, tous dans le pays s'y soumettent et y conforment leur conduite. […] Comme ministre de la Guerre, j'ai pour mission de veiller à ce que, dans l'armée, on se conforme très exactement à cette ligne de conduite ».
Lors de l'alerte de 1875, période de tensions diplomatiques extrêmes avec l'empire allemand, de mars 1875 à juin 1875, il agit de concert avec le maréchal de Mac Mahon ; les deux hommes restent fermes face aux mises en demeure d'Otto von Bismarck, qui menace de déclarer la guerre à la France. Afin de dissuader l'empire de s'en prendre à la France, le général de Cissey accélère le réarmement « avec lucidité et sang-froid » ; il donne sa mesure d'homme d’État en passant des accords avec des pays européens inquiets de la puissance du nouveau Reich : ainsi, le Danemark — à la demande du ministre — commande 10 000 fusils Chassepot à l'Allemagne pour finalement les rétrocéder à la France ; l'Autriche-Hongrie, quant à elle, fournit la France en chevaux et fait fabriquer entre 1875 et 1876 plus de 70 000 baïonnettes et plus de 70 000 mécanismes du nouveau fusil Gras dans une usine de Metz (sous domination allemande), pièces détachées ensuite livrées à l'armée française. Dernier contournement orchestré par le général de Cissey : le rachat via des intermédiaires danois et autrichiens de 123 mitrailleuses sur lesquelles les Allemands avaient fait main basse à Metz ; cet armement vient immédiatement renforcer la défense des nouvelles fortifications françaises.
Une fois les tensions diplomatiques avec l'Allemagne apaisées, il poursuit son entreprise de dépolitisation de l'armée : le 10 novembre 1875, il fait voter par l'Assemblée une loi qui consacre le principe d'inéligibilité des officiers. Il ne s'applique toutefois pas cette nouvelle loi, puisqu'il est élu sénateur inamovible le 17 décembre 1875.

#### Cabinets Dufaure
Après la chute du cabinet Buffet, le général de Cissey conserve son portefeuille ministériel lors de la formation de l'éphémère troisième gouvernement Dufaure, le 9 mars 1876, puis celle du quatrième gouvernement Dufaure.
Une proposition de loi ayant été déposée pour réduire la durée du service militaire de cinq ans à trois ans, il s'y oppose avec vigueur ; à cette occasion, il fait l'objet d'attaques diverses provenant à la fois de la droite conservatrice et de la gauche radicale. Son attitude lors de la discussion du budget de 1877 déçoit la majorité républicaine issue des élections de 1876 et est qualifiée d'« extrême faiblesse ». Il doit alors quitter le gouvernement et son successeur, le général Berthaut, entre en fonctions le 15 août 1876.

## Dernières années

### Affaire von Kaulla

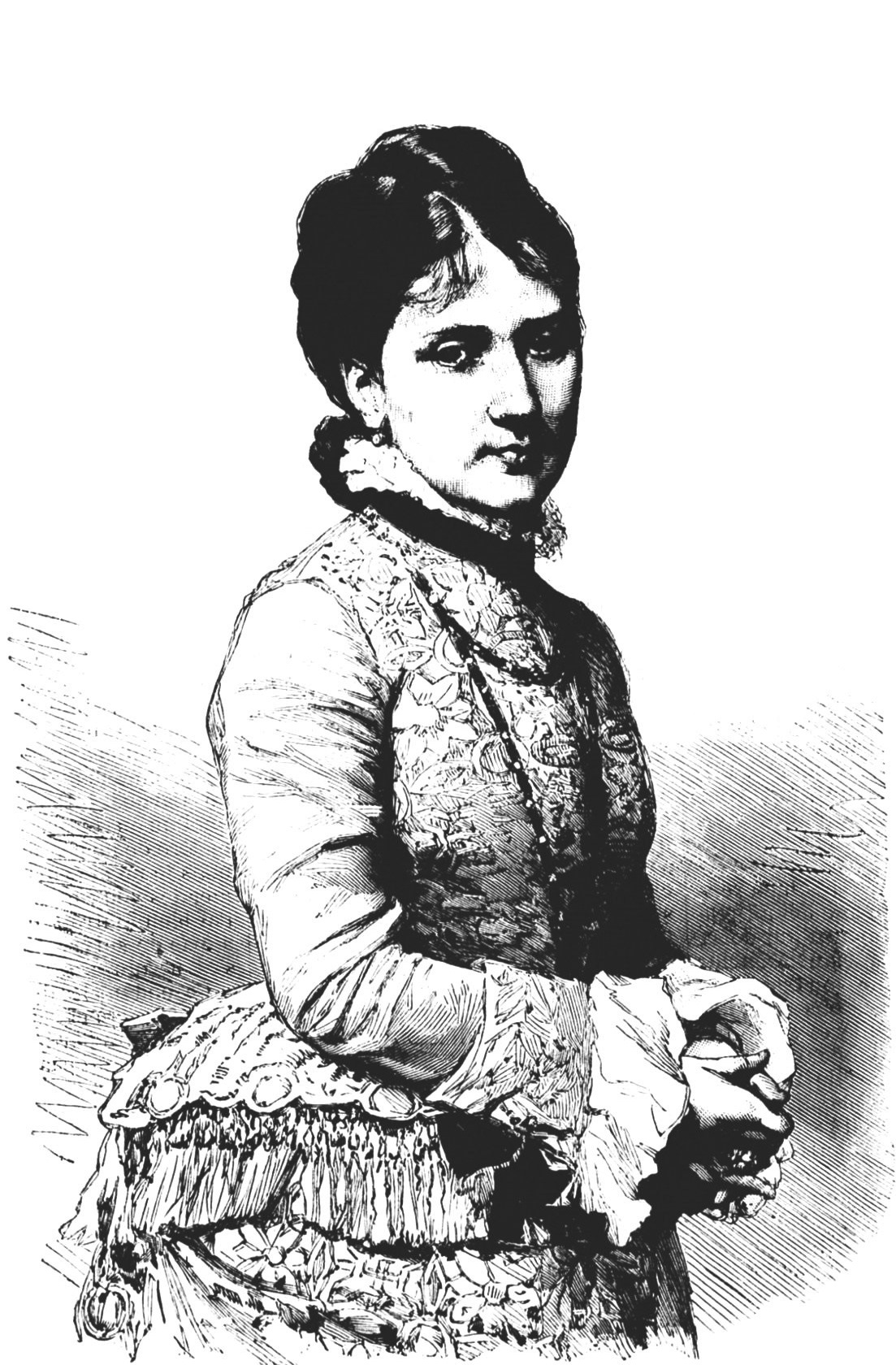
La baronne Lucie von Kaulla, dessin publié en 1880 dans la revue Le Voleur.

En 1880, alors qu'il assure un commandement à Nantes, on le soupçonne d'être l'amant de la baronne Lucie von Kaulla, accusée d'être une espionne à la solde de l'Allemagne. L'enquête le disculpe du chef d'accusation de trahison.

### Réhabilitation partielle

#### Action au Sénat
Après la conclusion de l'affaire dans laquelle il a été impliqué, le général de Cissey fait son retour au Sénat, où il consacre exclusivement son intérêt aux questions militaires, tandis qu'il est solidaire de la droite conservatrice ou — plus rarement — s'abstient sur les autres votes. De fait, avec un cénacle d'anciens officiers eux aussi sénateurs — Félix Pélissier, Henri Espivent de La Villesboisnet, Paul de Chadois, François de Canrobert, etc. —, il a la haute main sur les discussions touchant l'armée.
Le 18 mars 1881, il est nommé président de la 3e commission des congés ; peu intéressé par le fonctionnement interne du Sénat, il obtient le 16 juin 1881 la présidence de la commission portant sur la substitution du brodequin napolitain au soulier des troupes à pied françaises. En effet, cette chaussure est supposée être plus commode, et Cissey en a doté l'école spéciale militaire de Saint-Cyr depuis le 26 avril 1876, avant son départ du ministère ; le 1er juillet, le projet de loi, qui avait déjà reçu l'approbation de la Chambre, est adopté par le Sénat. Les 24 et 25 juin, pendant la discussion du projet de loi sur l'avancement dans l'armée, il défend les prérogatives des commandants de corps d'armée en la matière. Dans la droite ligne de son action au ministère de la Guerre, il prêche pour la création d'un poste de généralissime et l'unité du commandement militaire — ce qui préfigure la fonction que recevra le général Joffre durant une partie de la Première Guerre mondiale — et soutient que le maréchalat doit continuer à être conféré en temps de paix. Le 24 juin, Cissey est également nommé à la tête de la commission chargée de l'examen du projet de loi sur le rengagement des sous-officiers, qui prévoit un relèvement de solde, l'autorisation de se marier, une retraite pleine après vingt-cinq ans de carrière, une retraite à proportion à partir de dix ans de carrière et la création d'emplois civils réservés à ceux qui ont servi sept ans ou plus. La loi, que Cissey appuie, est définitivement votée le 23 juillet. Les preuves de confiance de la part du Sénat que sont ces présidences sont une manière de reconnaître son prestige militaire et d'honorer un de ses membres violemment mis en cause.

#### Souscription duClairon
C'est en 1881 que germe au sein de la rédaction du Clairon, quotidien monarchiste nouvellement créé, l'idée de lancer une souscription nationale pour offrir une épée d'honneur au général Courtot de Cissey. Cette idée est motivée tout autant par le patriotisme du journal que par le désir de mettre les républicains opportunistes en difficulté. Le général ayant refusé de recevoir un présent éminemment politique sans l'accord du ministre de la Guerre, le journal demande son autorisation au général Farre. Cissey, qui a voulu le mettre dans l'embarras, est fort aise de sa réponse : en lui mandant « que ses ressources étaient modestes, mais que s'il ne souscrivait pas, il ne pouvait qu'approuver l'initiative prise par Le Clairon », Farre s'aliène les radicaux comme les conservateurs. La souscription ayant été un succès, l'équipe du Clairon remet le 7 avril 1882 à Cissey une épée richement ornée par l'orfèvre Émile Froment-Meurice et dont le pommeau, sculpté par Antonin Mercié, figure « l'honneur, l'épée en main, se dress[ant] sur le corps d'un monstre représentant la calomnie et dont le corps piétiné et les queues convulsées forment la coquille et la garde de l'arme ». Le soir même, le vieux général adresse une lettre au journal — celle-ci est publiée deux jours plus tard — où il souligne : « Je suis bien heureux […] de pouvoir à cette occasion exprimer ma profonde gratitude à tous ceux qui, dans de cruels moments, m'ont témoigné une consolante sympathie : au Clairon d'abord […] et à toute la presse de Paris et de province qui, me voyant abandonné par ceux sur qui j'étais en droit de compter, a pris ma cause en main et flétri ces misérables calomnies ».

#### Mort et obsèques

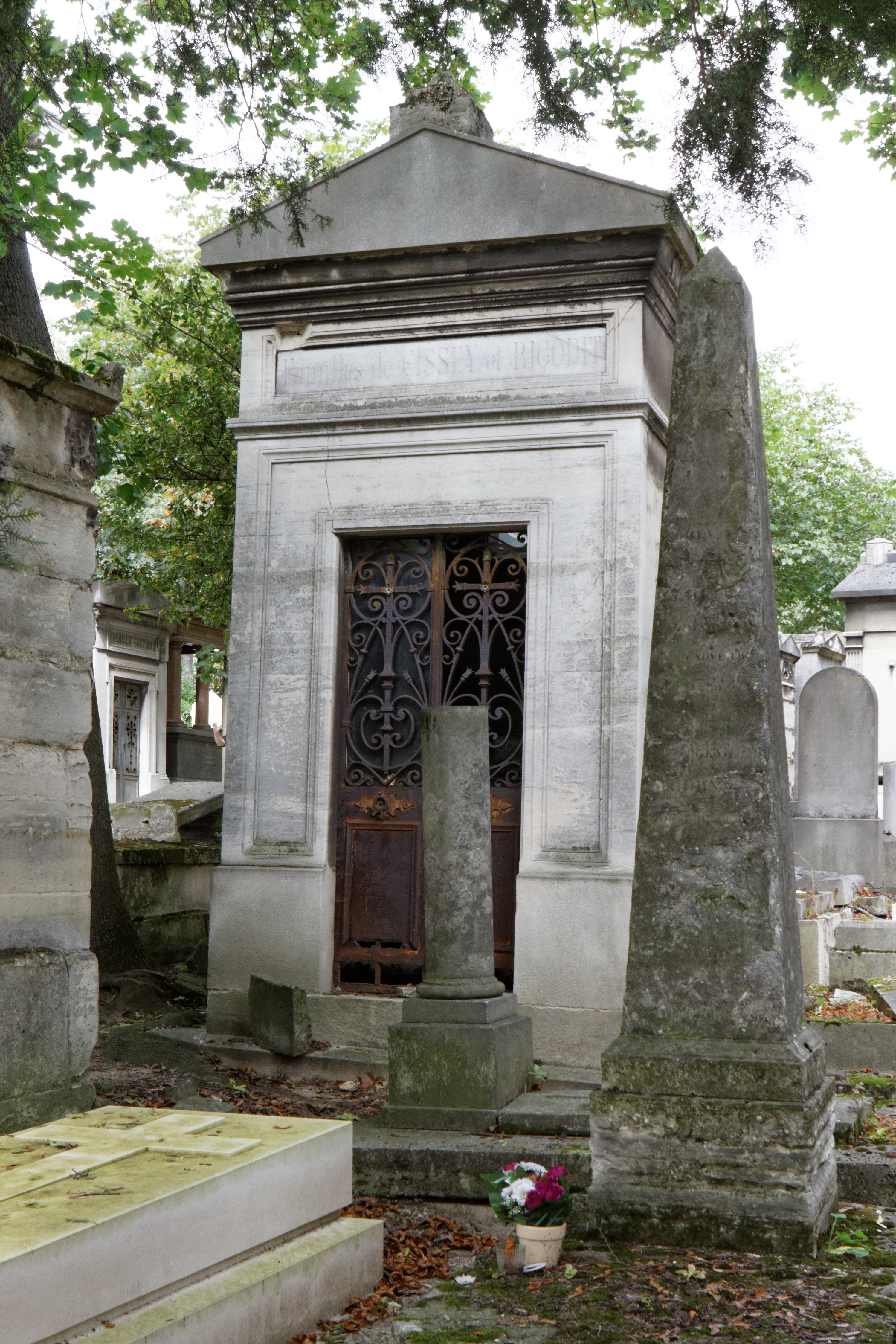
Chapelle funéraire Cissey-Rigodit, dans le cimetière du Père-Lachaise.

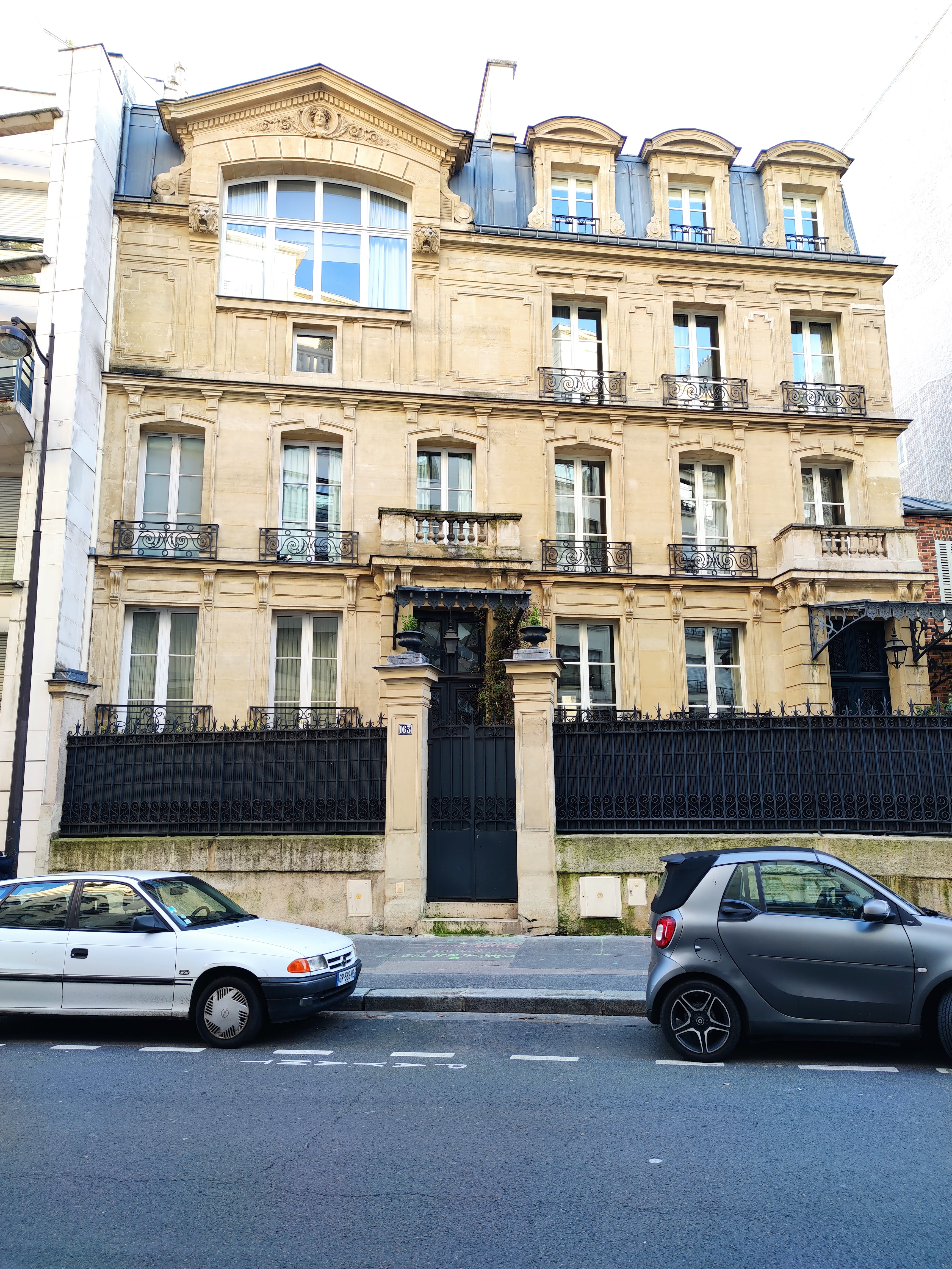
163, rue de l'Université, Paris.

La lente agonie du général de Cissey commence au début de l'année 1882. Le 2 mai, il demande un congé au président du Sénat, qui lui est accordé ; le congé est renouvelé le 1er juin. Il est terrassé le 15 juin par une crise nerveuse,,. Il meurt « en son domicile » au 163 de la rue de l’Université à Paris, dans le 7e arrondissement. Le second gouvernement Freycinet, qui vit alors ses derniers jours et ne souhaite pas prêter le flanc aux critiques de la gauche radicale, refuse que le service funèbre se tienne à l'Hôtel des Invalides, déclenchant la fureur de la presse conservatrice. Le 19 juin 1882, Le Clairon tempête : « Tous ces services, cette noble carrière, cette valeur à qui l'Allemand rend hommage, lui, n'ont pas empêché le gouvernement de la République de reculer devant la manifestation publique qu'il devait aux restes de ce général diffamé, vilipendé, insulté ». Finalement, les obsèques se tiennent à l'église Saint-Pierre-du-Gros-Caillou le 19 juin, avec les honneurs réglementaires dus à un Grand croix de la Légion d'honneur. En dépit du mauvais temps, l'assistance est nombreuse ; les quatre coins du catafalque sont dévolus aux généraux Lecointe, Ducrot, Grévy et Renson ; outre ces derniers, de nombreux généraux, une délégation du Sénat et un certain nombre d'hommes politiques conservateurs et du Centre gauche sont présents. Le cortège funèbre commence par un défilé de troupes commandées par le général Lamy, comptant cinq régiments et accompagné par la musique du 39e régiment de ligne.
Après les obsèques, le cercueil du général de Cissey est descendu dans la crypte de l'église ; il en est sorti deux jours plus tard, en catimini — pour éviter que des partisans de la Commune ne tentent de profaner le cadavre —, et conduit au cimetière du Père-Lachaise, pour y être inhumé dans le caveau familial des Rigodit, dans la 21e division,,. Si la Chambre des députés omet ostensiblement de rendre hommage à Cissey, le 20 juin 1882, Philippe Le Royer, président du Sénat, prononce devant ses pairs un éloge sans fard du défunt général : « La conscience des services rendus, la certitude de la reconnaissance qui lui est due, auront été pour M. de Cissey un adoucissement aux tortures que d'odieux soupçons, dus à des passions aveugles, balayés par une enquête parlementaire, lui avaient si illégitimement infligés. L'armée et la patrie ont perdu en M. de Cissey un vaillant soldat et un irréprochable citoyen, le Sénat, un excellent et très utile collègue ».

## Fonctions et distinctions

### Postes ministériels
- Gouvernements Dufaure (1) et Dufaure (2) : ministre de la Guerre ;
- Gouvernement Courtot de Cissey : vice-président du Conseil des ministres et ministre de la Guerre ;
- Gouvernements Buffet, Dufaure (3) et Dufaure (4) : ministre de la Guerre .

### Décorations
- Médaille militaire (31 mai 1873)
- Grand-croix de la Légion d'honneur (20 avril 1871)
  - Grand officier en 1867

### Postérité
En 1918, à la rétrocession de Morhange à la France, les locaux que reçoit le 9e bataillon de chasseurs à pieds sont nommés quartier de Cissey. Il est ensuite occupé par le 8e régiment de dragons ; en juillet 1977, il est transmis au 61e régiment d'artillerie. Une rue Courtot de Cissey lui rend également hommage à Nancy,. Par ailleurs, l'historiographie se montre peu prolixe sur la vie et les actions du général de Cissey et il est peu ou prou occulté de la mémoire collective.

### Dictionnaires
- « Ernest Courtot de Cissey », dans Adolphe Robert et Gaston Cougny, Dictionnaire des parlementaires français, Edgar Bourloton, 1889-1891 [détail de l’édition].
- Claude Geslin, « Cissey, Ernest Louis Octave Courtot de 1810-1882 », dans Jean-Marie Mayeur et Alain Corbin (dir.), Les immortels du Sénat, 1875-1918 : les cent seize inamovibles de la Troisième République, Paris, Publications de la Sorbonne, coll. « Histoire de la France aux XIXe et XXe siècles » (no 37), 1995, 512 p. (ISBN 2-85944-273-1, lire en ligne), p. 276-278. .
- Benoît Yvert (dir.), Premiers ministres et présidents du Conseil : Histoire et dictionnaire raisonné des chefs du gouvernement en France (1815-2007), Paris, Perrin, 2007, 916 p.

### Travaux universitaires
- Georges Gugliotta, Un officier d'état-major : le général Courtot de Cissey, réorganisateur de l'armée française (1810-1882), Montpellier, Université Montpellier-III, 1987, 1109 p.
- Georges Gugliotta, « Un grand commis de la République : Le général de Cissey (1810-1882), réorganisateur de l'armée française », dans Olivier Forcade (dir.), Eric Duhamel (dir.) et Philippe Vial (dir.), Militaires en République (1870-1962) : Les officiers, le pouvoir et la vie publique en France, Publications de la Sorbonne, 1999, 734 p. (ISBN 9782859443627, lire en ligne), p. 217-222.